# Timberville
Timberville és una població dels Estats Units a l'estat de Virgínia. Segons el cens del 2000 tenia 1.739 habitants.

## Demografia
Segons el cens del 2000, Timberville tenia 1.739 habitants. La densitat de població era de 759,9 habitants per km².
Cap de les famílies estaven per davall del llindar de pobresa.

## Poblacions més properes
El següent diagrama mostra les poblacions més properes.